# Noël de Castelnau
Noël Marie Joseph Édouard, Vicomte de Curières de Castelnau (ur. 24 grudnia 1851 w Saint-Affrique, zm. 19 marca 1944 w Montastruc-la-Conseillère) – generał francuski, podczas I wojny światowej, jeden z propagatorów tzw. attaque à outrance, tj. działań ofensywnych za wszelką cenę, które miały prowadzi do szybkich sukcesów na polu walki.

## Życiorys
Urodził się w Saint-Affrique w Gaskonii w rodzinie o długich tradycjach wojskowych. W 1870 zaciągnął się do armii i brał udział w wojnie francusko-pruskiej w latach 1870 – 1871. Z uwagi na swoje przywiązanie do wiary katolickiej nazywany był „le Capucin Botté” („Kapucynem w oficerkach” lub „Walecznym Mnichem”).
Od 1911 do 1914 pełnił funkcję Szefa Sztabu przy generale Josephie Joffre i pomagał w opracowywaniu strategicznego Planu XVII dla armii francuskiej, mającego na celu odparcie ewentualnej inwazji niemieckiej i zajęcie Alzacji i Lotaryngii.
Po wybuchu I wojny światowej i francuskich niepowodzeniach na froncie w sierpniu 1914 organizował obronę Nancy. Podczas I bitwy nad Marną dowódca 2. Armii. Pod koniec 1914 na czele oddziałów francuskich podczas walk w Szampanii. W 1915 ponownie zostaje Szefem Sztabu głównodowodzącego wojskami francuskimi generała Joffre. W 1916 bierze udział w organizowaniu obrony bombardowanej przez Niemców twierdzy Verdun.
Podczas II wojny światowej zdystansował się od Philippe'a Petain'a, swojego dawnego przełożonego, krytykując rewolucję narodową oraz hierarchów kościelnych wspierających marionetkowe Państwo Francuskie. Zachęcił swoich potomków do wstąpienia w szeregi Sił Wolnych Francuzów, sam mimo sędziwego wieku wspierał potajemnie ruch oporu min. ukrywając broń dla Tajnej Armii.

## Rodzina
Żoną gen. de Castelnau była Marie Barthe (1858–1927). W czasie I wojny światowej poległo troje ich synów: Gérald (1879–1914), Hugues (1895–1915) i Xavier (1893–1914). W II wojnie światowej polegli jego wnuk Urbain de la Croix (1919–1945) oraz prawnukowie Jean de Curières de Castelnau (1913–1944) i Noël de Mauroy (1924–1944). Jest także pradziadkiem prawnika i działacza Francuskiej Partii Komunistycznej Régis'a de Castelnau.

## Awanse
- generał brygady – 25 marca 1906
- generał dywizji – 21 grudnia 1909
- generał armii – zweryfikowany po wprowadzeniu stopnia

## Odznaczenia

### III Republika Francuska
- Krzyż Wielki Legii Honorowej – 08 października 1915
- Wielki Oficer Legii Honorowej – 18 września 1914
- Komandor Legii Honorowej – 30 grudnia 1911
- Oficer Legii Honorowej – 12 września 1899
- Kawaler Legii Honorowej – 29 grudnia 1891
- Medal Wojskowy – 25 czerwca 1917
- Krzyż Wojenny 1914-1918
- Medal Pamiątkowy Wojny 1870-1871
- Medal Zwycięstwa
- Medal Pamiątkowy Wielkiej Wojny

### Zagraniczne
- Krzyż Wielki Orderu Łaźni (Imperium Brytyjskie)
- Krzyż Wielki Królewskiego Orderu Wiktoriańskiego (Imperium Brytyjskie)
- Krzyż Wielki Orderu Aleksandra Newskiego (Imperium Rosyjskie)
- Krzyż Wielki Orderu Orła Białego (Imperium Rosyjskie)
- Krzyż Wielki Orderu św. Stanisława (Imperium Rosyjskie)
- Krzyż Wielki Orderu św. Anny (Imperium Rosyjskie)
- Krzyż Kawalerski Orderu Wojennego Virtuti Militari – 1921 (II Rzeczpospolita)[3]
- czterokrotnie Krzyż Walecznych – 1921 (II Rzeczpospolita)[4]
- Krzyż Wojenny 1914-1918 (Królestwo Belgii)
- Medal Sił Lądowych za Wybitną Służbę (Stany Zjednoczone)
- Krzyż Wielki Orderu św. Grzegorza Wielkiego – 1932 (Watykan)
- Krzyż Wielki Orderu św. Łazarza (Zakon Rycerzy św. Łazarza)